# Артур (Іллінойс)
Артур (англ. Arthur) — селище (англ. village) в США, в округах Дуглас і Мултрі штату Іллінойс. Населення — 2231 особа (2020).

## Географія
Артур розташований за координатами 39°42′52″ пн. ш. 88°28′10″ зх. д. / 39.71444° пн. ш. 88.46944° зх. д. (39.714415, -88.469390).  За даними Бюро перепису населення США в 2010 році селище мало площу 3,41 км², уся площа — суходіл.

## Демографія
Згідно з переписом 2010 року, у селищі мешкало 2288 осіб у 941 домогосподарстві у складі 633 родин. Густота населення становила 670 осіб/км².  Було 1029 помешкань (301/км²).
Расовий склад населення:
| - 98,9 % — білих - 0,2 % — азіатів - 0,1 % — корінних американців - 0,1 % — чорних або афроамериканців |

До двох чи більше рас належало 0,4 %. Частка іспаномовних становила 1,5 % від усіх жителів.
За віковим діапазоном населення розподілялося таким чином: 23,3 % — особи молодші 18 років, 55,2 % — особи у віці 18—64 років, 21,5 % — особи у віці 65 років та старші. Медіана віку мешканця становила 40,8 року. На 100 осіб жіночої статі у селищі припадало 91,6 чоловіків;  на 100 жінок у віці від 18 років та старших — 85,2 чоловіків також старших 18 років.
Середній дохід на одне домашнє господарство  становив 63 022 долари США (медіана — 54 239), а середній дохід на одну сім'ю — 76 000 доларів (медіана — 65 759). Медіана доходів становила 43 700 доларів для чоловіків та 31 800 доларів для жінок. За межею бідності перебувало 7,0 % осіб, у тому числі 10,6 % дітей у віці до 18 років та 5,7 % осіб у віці 65 років та старших.
Цивільне працевлаштоване населення становило 1344 особи. Основні галузі зайнятості: виробництво — 26,0 %, освіта, охорона здоров'я та соціальна допомога — 19,1 %, роздрібна торгівля — 14,4 %, будівництво — 9,9 %.